# 서여주휴게소
서여주휴게소(西驪州休憩所, West Yeoju Service Area)는 경기도 여주시 세종대왕면에 위치한 중부내륙고속도로의 고속도로 휴게소이다. 양방향 모두 휴게소가 존재한다.주소는 창원 방향 휴게소의 주소는 경기도 여주시 세종대왕면 중부내륙고속도로 271, 양평 방면은 경기도 여주시 세종대왕면 중부내륙고속도로 272이다.

## 시설
- 주차장
- 화장실
- 수유실
- 식당
- 편의점
- 현금 자동 입출금기
- 브랜드 매장 : 로띠번 (창원방향)
- 전기차충전소
- 정유소 : EX-OIL, GS칼텍스(LPG)

## 전후
양평 방향
- 남여주 나늘목→서여주휴게소→서여주 나들목
- 충주휴게소→괴산휴게소→ 고속도로 종점

창원 방향
- 남여주 나늘목 ←서여주휴게소←연풍 나들목
- 충주휴게소←서여주휴게소← 고속도로 시점